# Церковь Святых Апостолов (Ани)
Церковь Святых Апостолов (арм. Սուրբ Առաքելոց եկեղեցի; Сурб Аракелоц) — армянская церковь XI века, расположенная в городе Ани, провинции Карс Турции.

## История

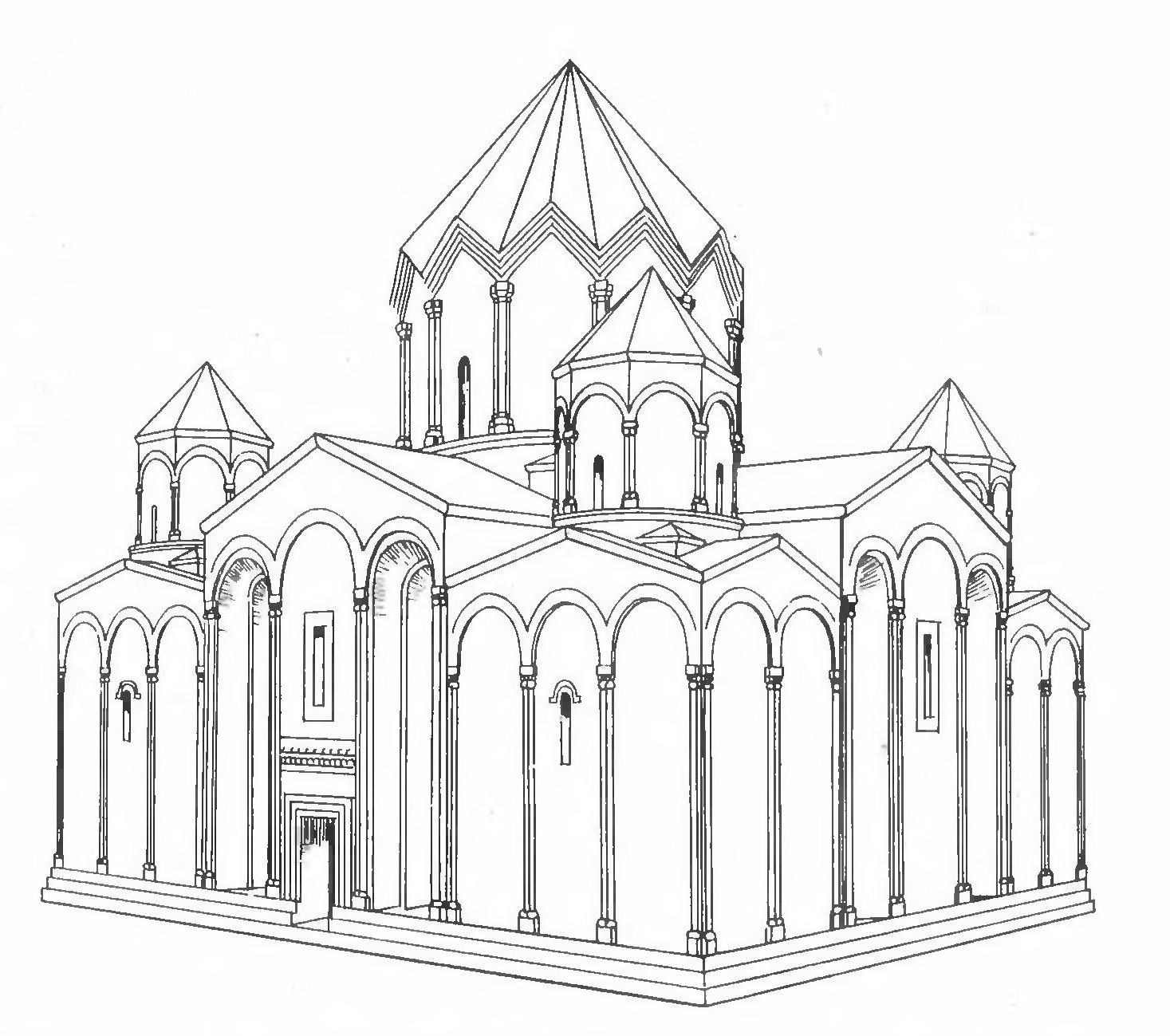
Ресторация церкви

Является одной из церквей центральной части города, построенных в эпоху Анийского царства. Она представляет собой поздний образец типа крестово-купольных храмов, распространенных в Армении в VI—VII века.
Церковь, по-видимому, была основана княжеской династией Пахлавуни и использовалась архиепископами Ани, принадлежащими к этой династии. Самая ранняя надпись на стенах церкви датируется 1031 годом и упоминает о пожертвовании земли Абухамиром Пахлавуни.
Николай Марр полностью раскопал церковь Святых Апостолов и прилегающие к ней постройки в 1909 году. В 1912 году были укреплены наиболее хрупкие части церкви и южный притвор. Стены церкви были укреплены в восьми критических местах. В южном притворе были заменены все недостающие облицовочные камни в нижней половине восточного фасада и установлена деревянная балка для поддержки нависающей части сталактитового купола. Большая часть этих работ была преднамеренно уничтожена в турецкий период, и очень мало осталось видимых зданий, которые были обнаружены во время раскопок 1909 года.

## Устройство церкви
Церковь состоит из двух элементов: самой церкви, построенной до 1031 года и ныне почти полностью разрушенной, и притвора, сохранившегося с южной стороны церкви. Он был построен к 1215 году, дате самой ранней надписи.
Церковь имеет четырехапсидный интерьер, заключенный в прямоугольный план, с четырьмя комнатами, вероятно, часовнями, заполняющими пространство в углах. Это конструкция, которая использовалась в Армении с VII века, но декоративные элементы стилистически датируют это здание первой третью XI века.
По предположению исследователей, храм был увенчан пятью куполами, причем центральный возвышался над купольным квадратом, а остальные, меньшие по размеру купола, венчали угловые приделы.

## Галерея

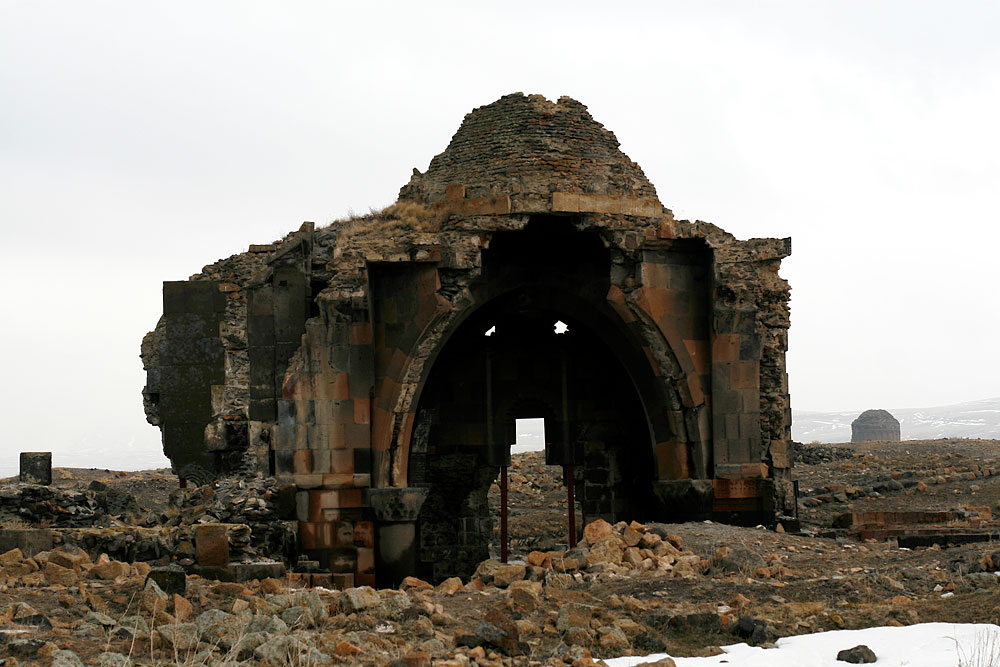
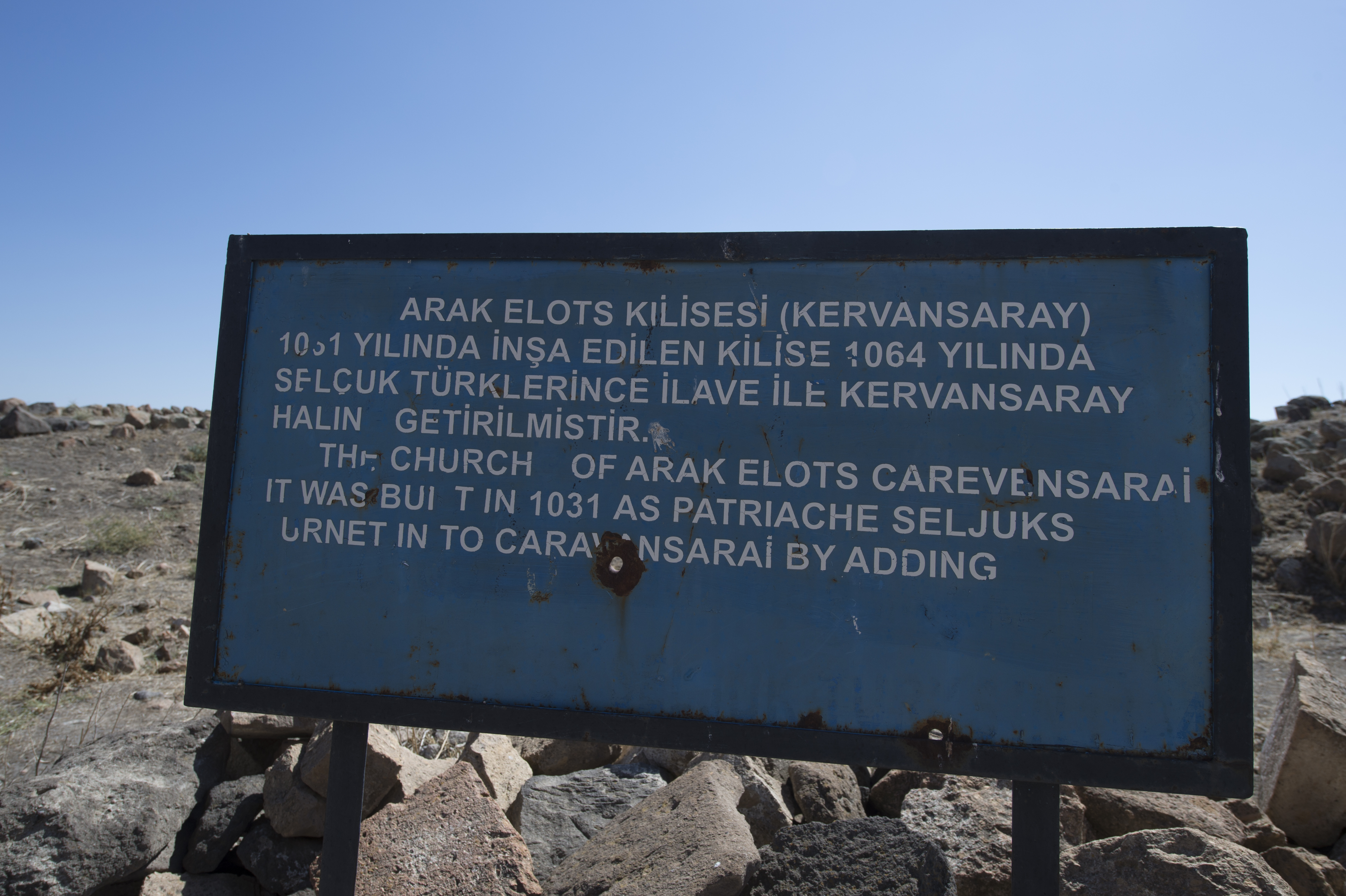
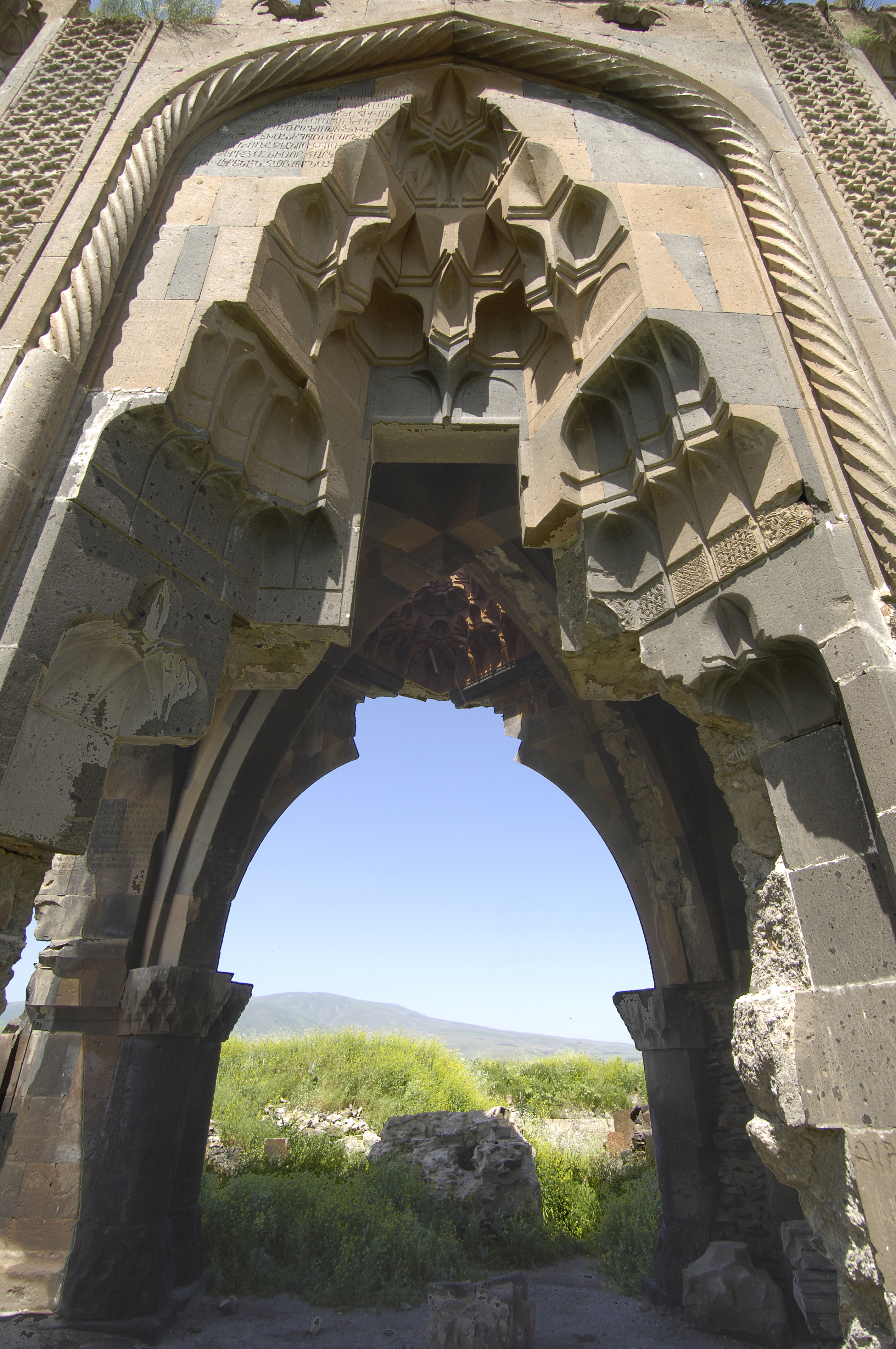
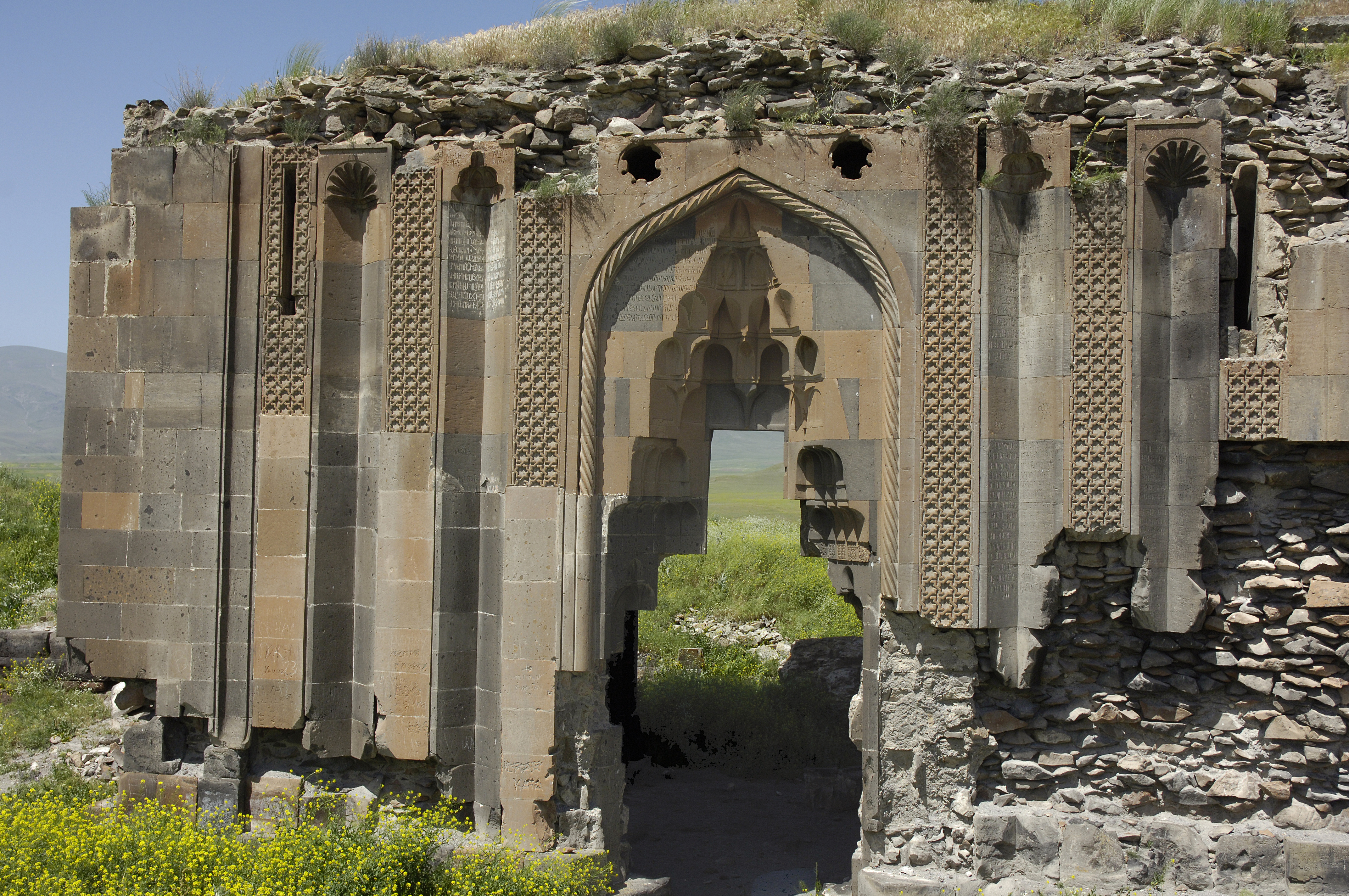
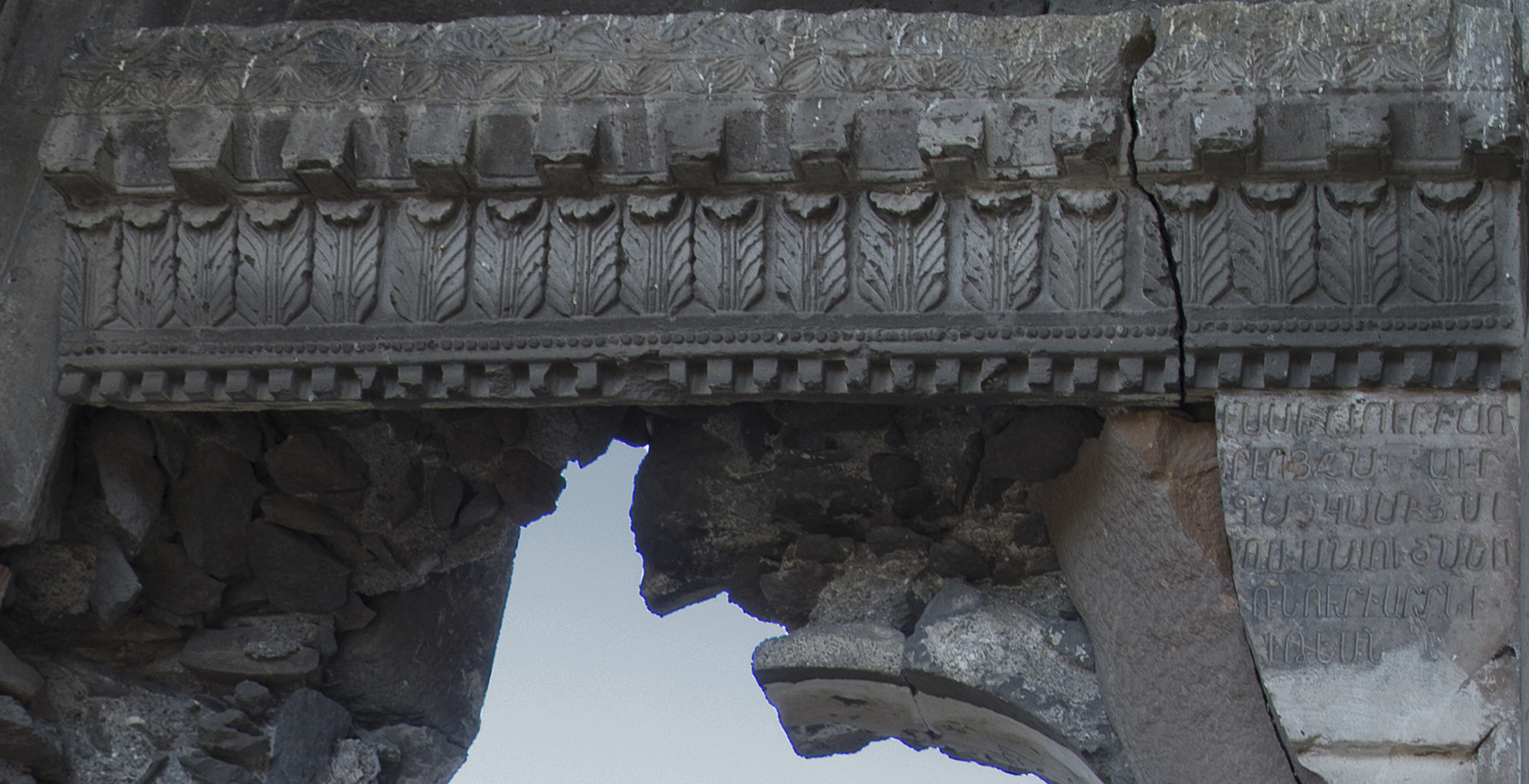
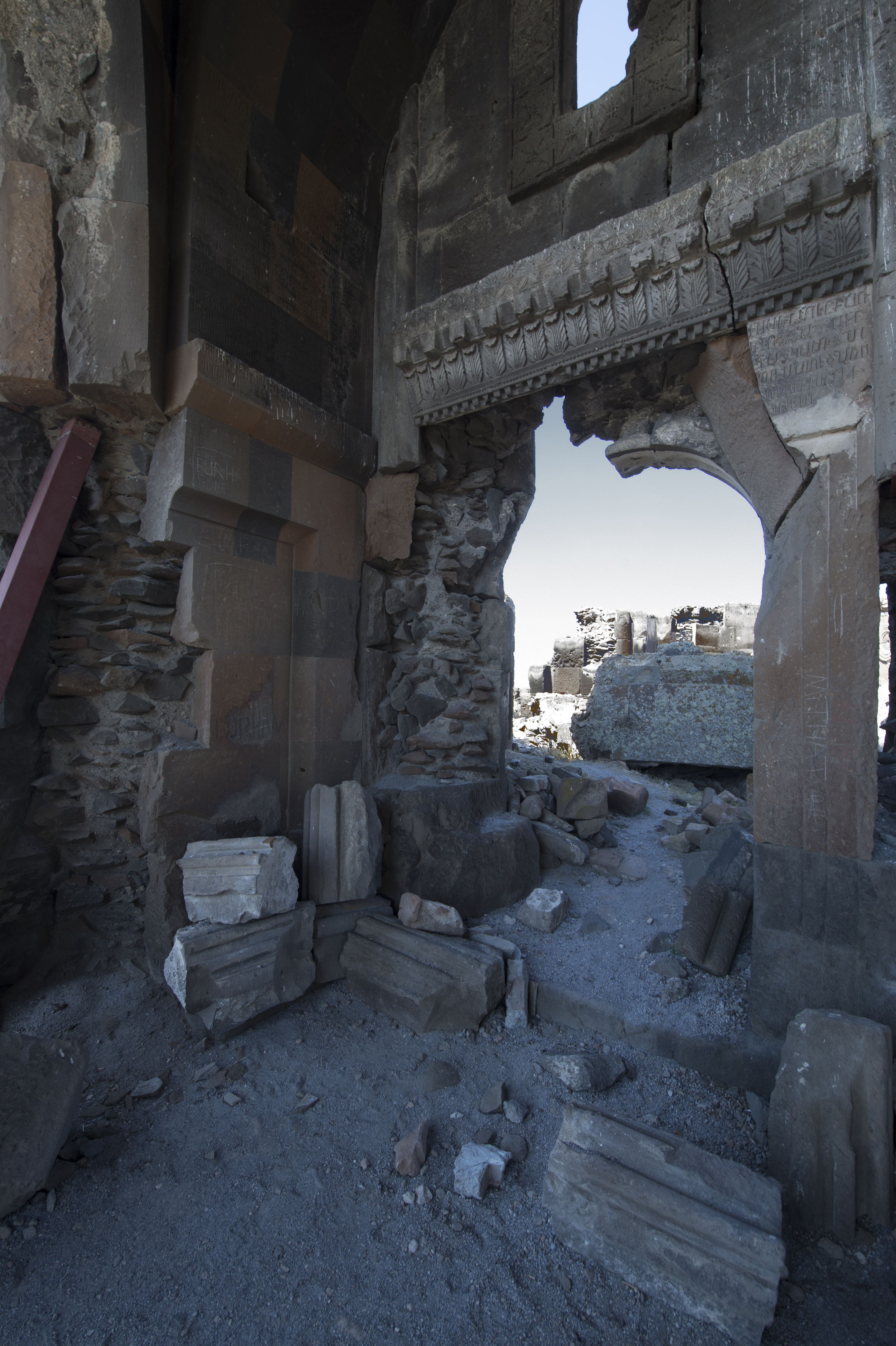
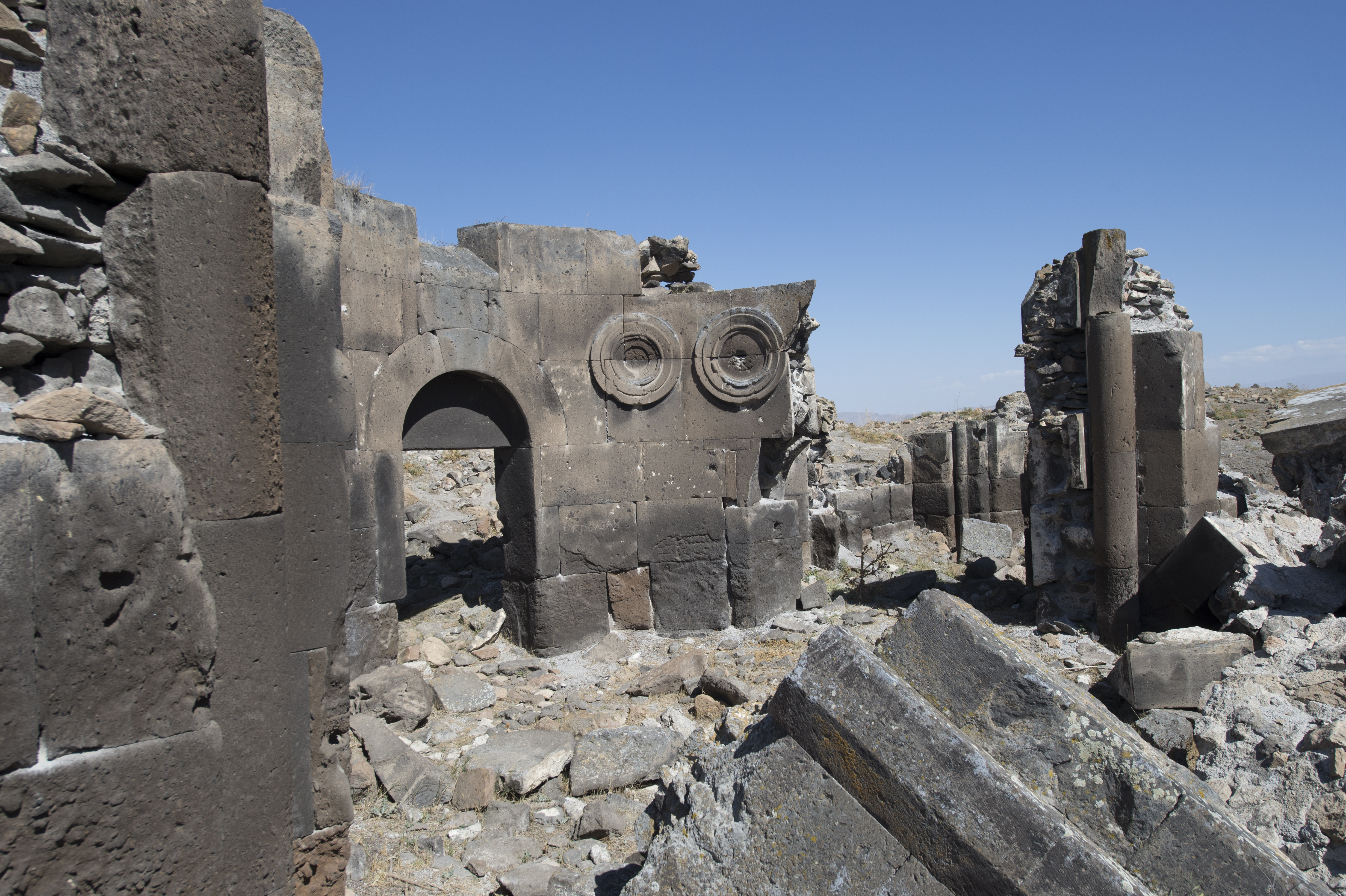
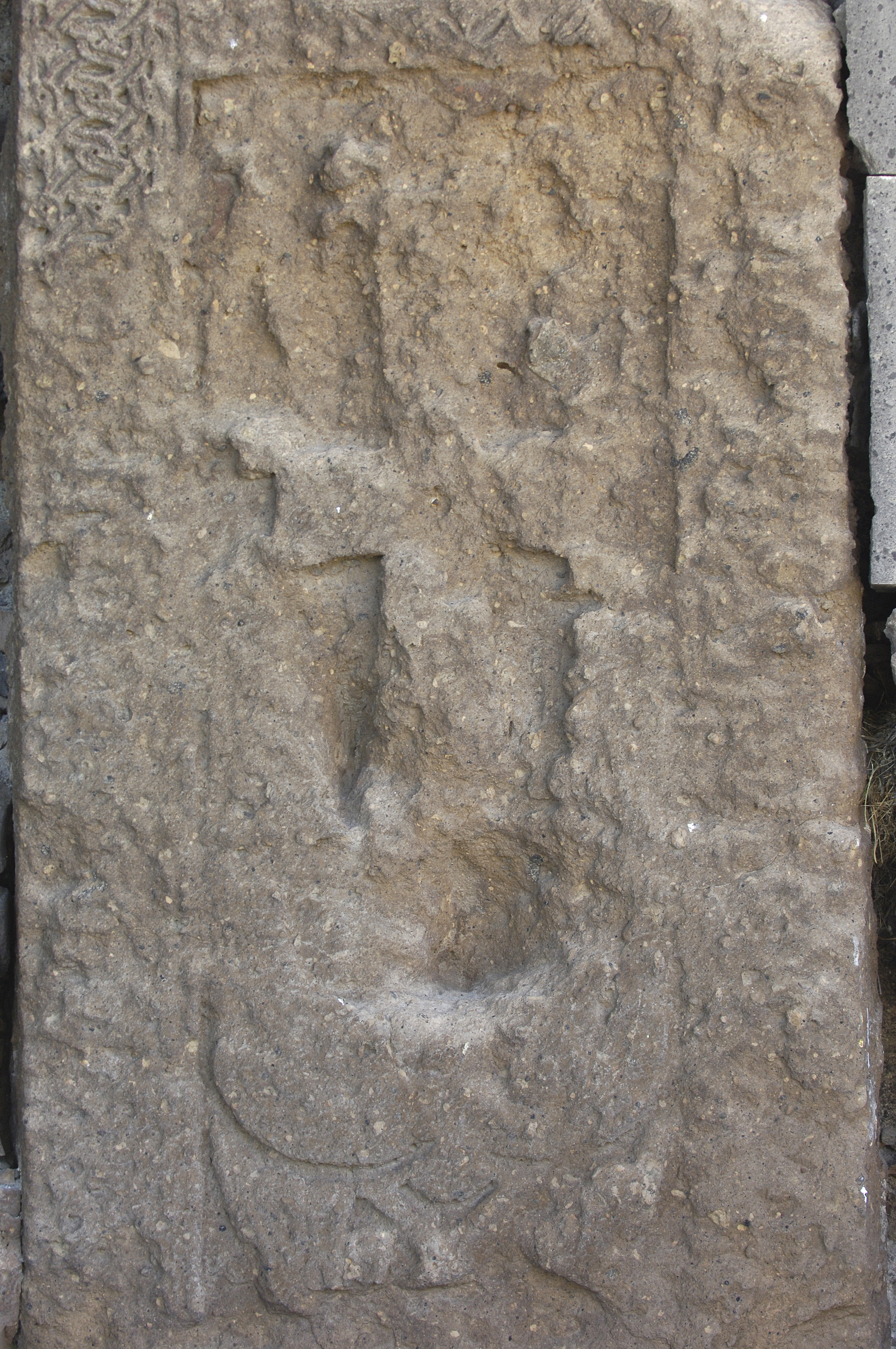
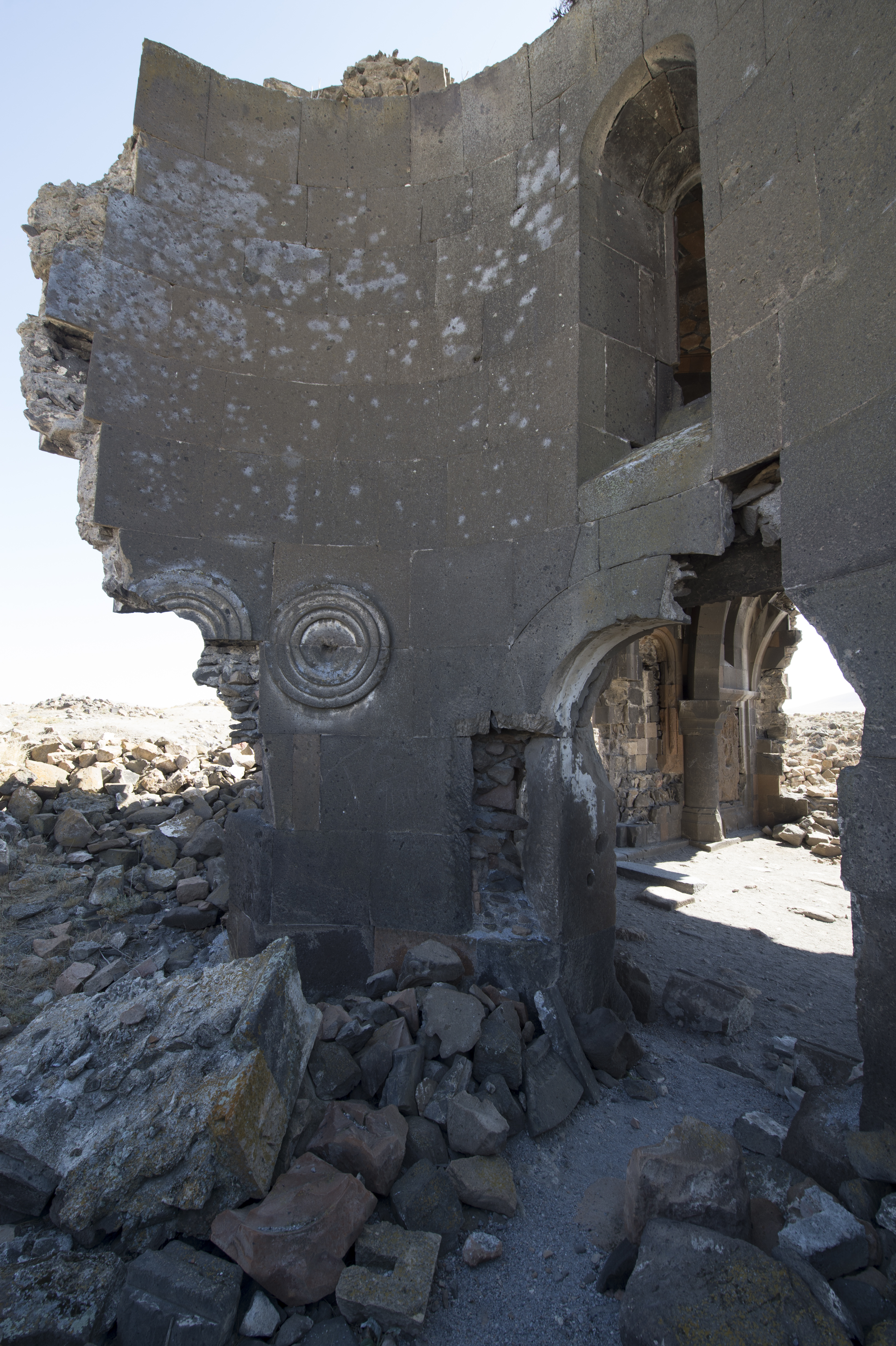
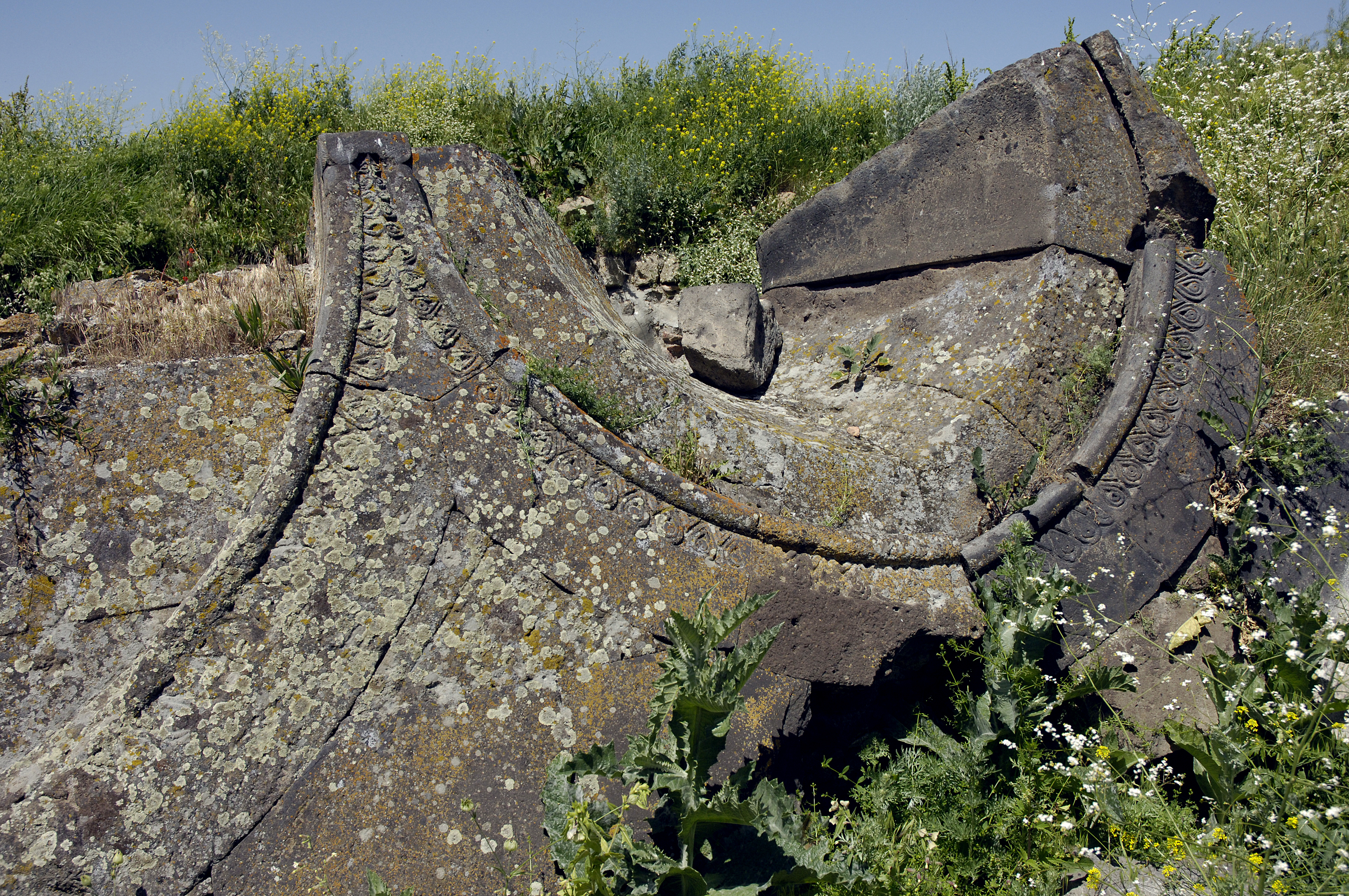
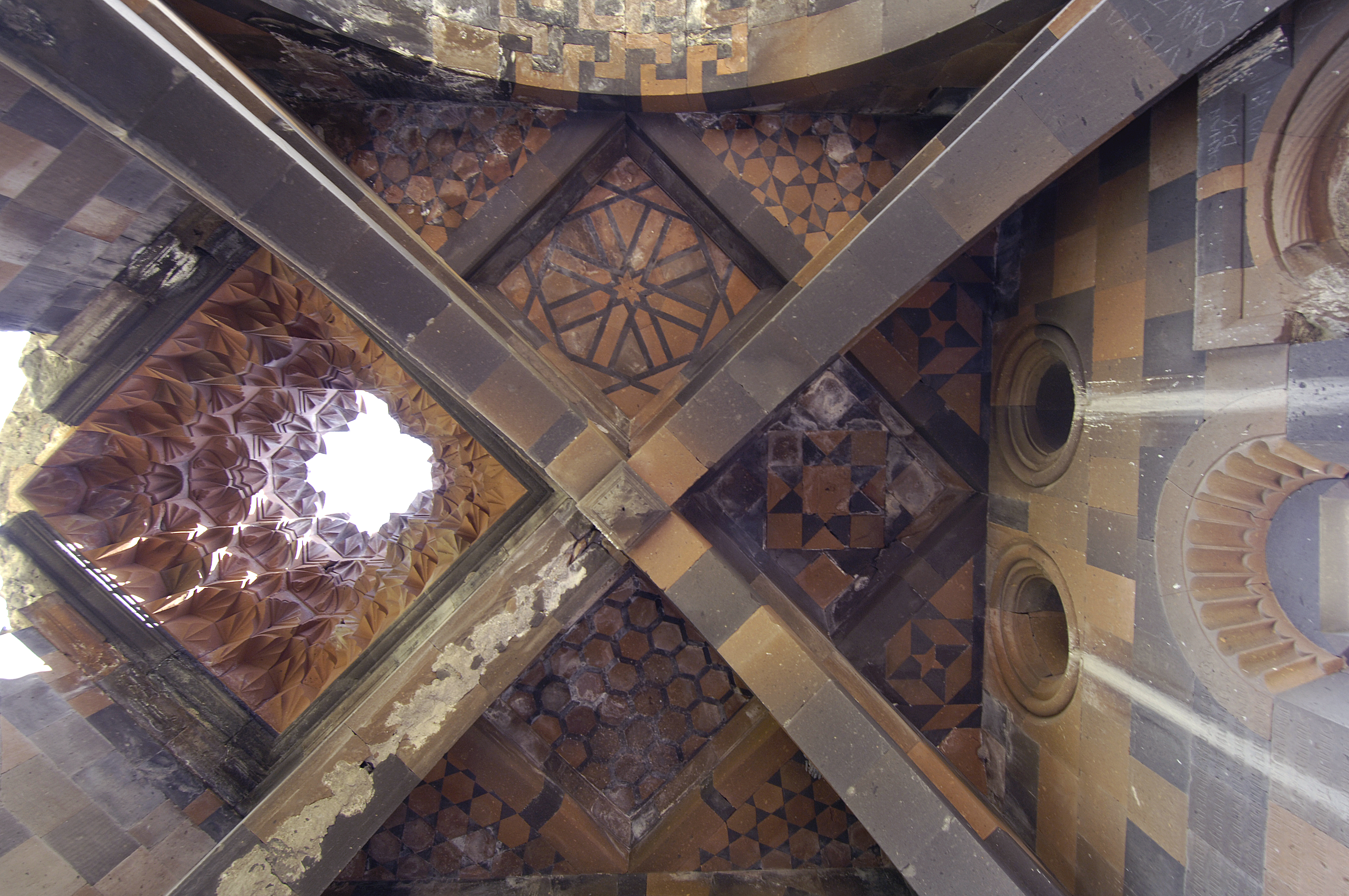
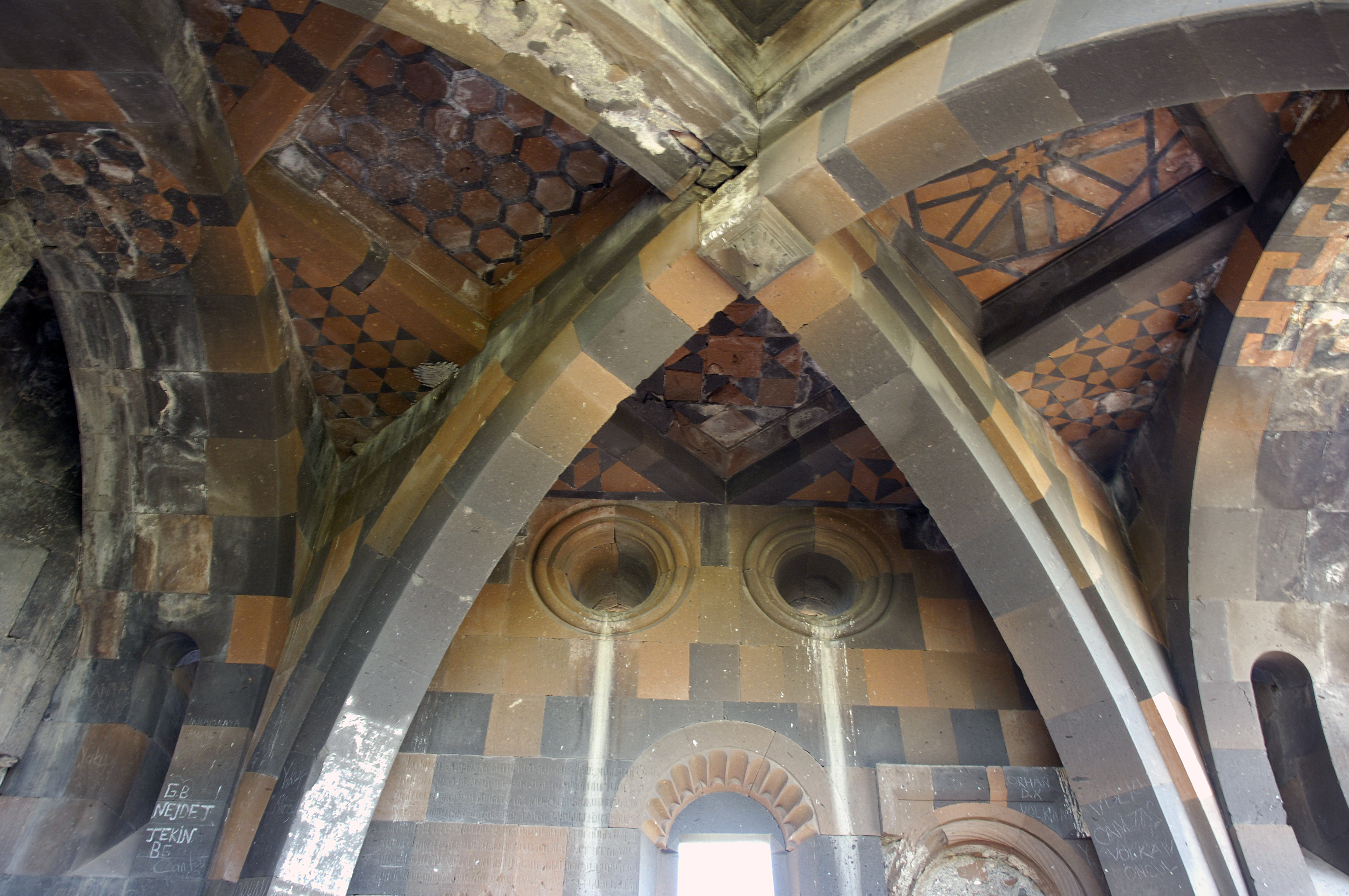
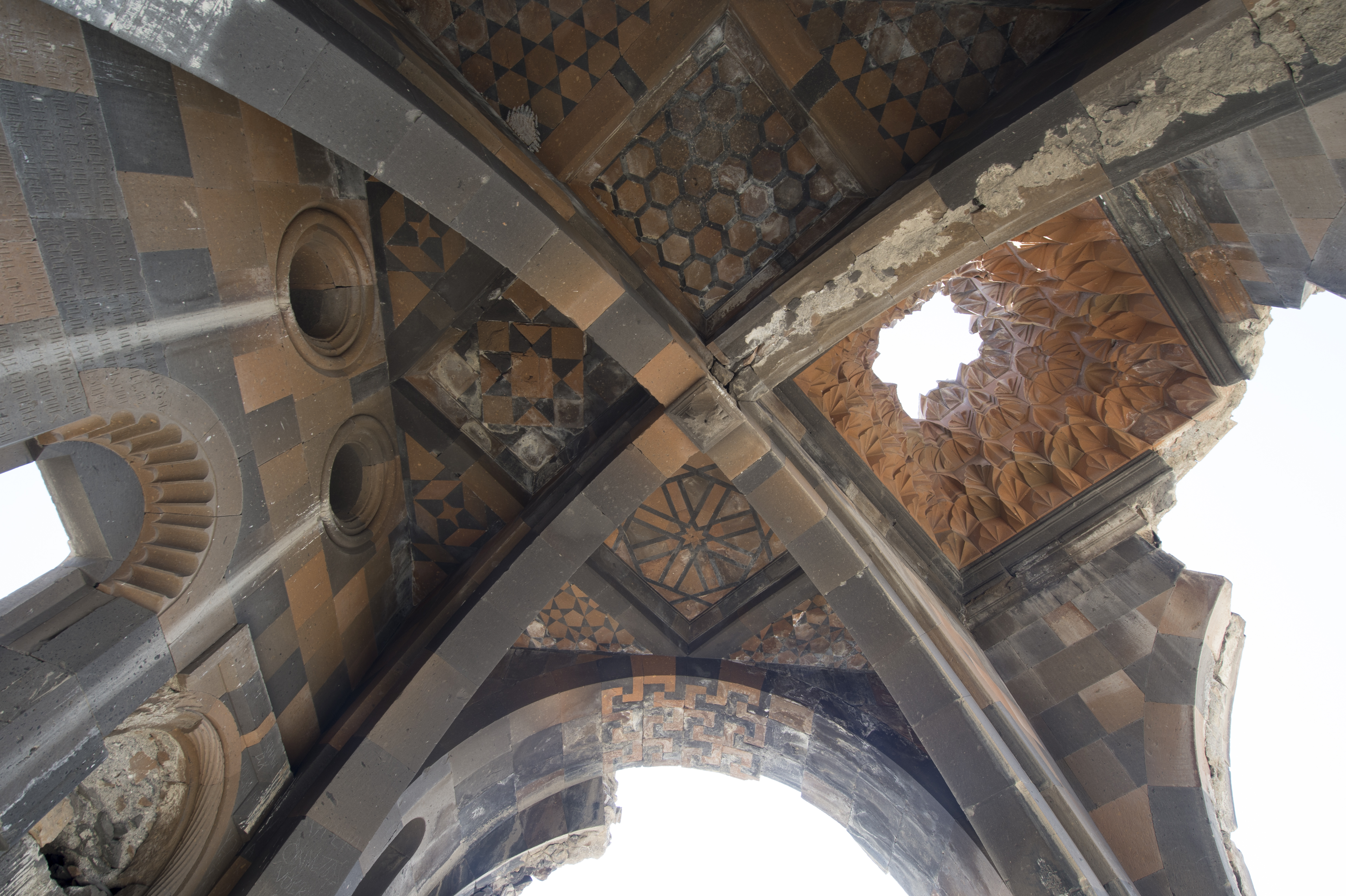